# Kasteel van Lally
Het Kasteel van Lally (Frans: Château de Lally) is een kasteel in de Franse gemeente Saint-Léger-du-Bois. Het kasteel is een beschermd historisch monument sinds 1980.